# Milton Friedman
Milton Friedman, född 31 juli 1912 i Brooklyn i New York, död 16 november 2006 i San Francisco i Kalifornien, var en amerikansk nationalekonom och statistiker. Hans föräldrar var judiska immigranter från Österrike-Ungern (nuvarande Berehove i Ukraina). Han var professor vid University of Chicago 1948–1977 och mottagare av Sveriges Riksbanks pris i ekonomisk vetenskap till Alfred Nobels minne 1976. Inom vetenskapen är han mest känd för sin forskning inom konsumtionsanalys, monetär historia och monetär teori samt för hans demonstration av stabiliseringspolitikens komplexitet. Friedmans politiska filosofi var libertarianism.

## Nationalekonomisk gärning
Milton Friedman var en centralgestalt inom monetarismen och var starkt kritisk till keynesianismen. Friedman hävdade i arbetet A Theory of the consumption function (1957) att John Maynard Keynes konsumtionsteori, som byggde på att konsumtionsbenägenheten avtog med ökad inkomst, inte höll ihop. Därmed kunde inte Keynes förklaring av den stora depressionen på 1930-talet stämma. De politiska konsekvenserna blev stora eftersom "Keynes medicin" att stimulera ekonomin med sänkta skatter och höjda offentliga utgifter i lågkonjunktur inte är lika verksam när tillfälliga inkomstökningar inte ger upphov till så stora konsumtionsökningar (vilket Friedman hävdade). Friedman hävdade senare, tillsammans med Anna Jacobsen Schwartz i A Monetary History of the United States, 1867-1960 att den stora depressionen blev så allvarlig på grund av den amerikanska centralbanken Federal Reserves misstag att bedriva en kontraktiv penningpolitik.

## Inflytande
Milton Friedman var under 1980-talet ekonomisk rådgivare åt president Ronald Reagan. Dessförinnan hade han varit rådgivare åt Barry Goldwater och president Richard Nixon. Friedmans syn på penningpolitik, beskattning, privatiseringar och avregleringar påverkade flera regeringar runtom i världen, särskilt påverkade han Margaret Thatcher i Storbritannien, Brian Mulroney i Kanada samt Roger Douglas som var finansminister i Nya Zeeland. Estlands tidigare premiärminister Mart Laar har hänvisat till Friedmans bok Free to Choose vid estniska reformer såsom införandet av platt skatt.
Som internationellt erkänd nationalekonom reste Friedman under slutet av 1970-talet och början av 1980-talet runt i världen för att argumentera för en marknadsorienterad ekonomisk politik. Han besökte bland annat marxistiska stater som Jugoslavien och Sovjetunionen. Friedman ansåg att en kapitalistisk marknadsekonomi var en nödvändig, men inte tillräcklig, förutsättning för frihet. Han menade att fria marknader motverkade politisk centralisering och kontroll. Auktoritära regimer skulle därmed få det svårare att kontrollera medborgarna ifall de inte hade möjlighet att detaljstyra ekonomin i landet. Budskapen han förmedlade i Kina vid bl.a. sina besök 1980 och 1988 påstås ha bidragit till att Deng Xiaoping och andra kinesiska ledare inledde en liberalisering av den ekonomiska politiken i landet.
I mars 1975 besökte Friedman Chile under sex dagar, höll en serie föreläsningar och träffade vid ett tillfälle diktatorn Augusto Pinochet i ett möte som varade runt 45 minuter. En del chilenska ekonomer som deltagit i ett tidigare utbytesprogram och utbildat sig vid universitetet i Chicago arbetade i Pinochets administration. De hade fått lektioner av bland andra Friedman och fick smeknamnet Chicago Boys. Friedman blev erbjuden hedersdoktorat från två chilenska universitet, men avstod på grund av att universiteten delvis var statsfinansierade, vilket Friedman ansåg kunde ha tolkats som stöd för regimen. Hans besök i Chile blev kontroversiellt och ledde till kritik från framför allt politiska motståndare.  Under besöket rekommenderade han Chile att bryta hyperinflationen och att liberalisera ekonomin. Vid Chiles katolska universitet höll han en föreläsning mot totalitarism, där han argumenterade för att fria marknader underminerar central kontroll samt att fria marknader fungerar bäst om det finns politisk frihet. I en senare intervju uttalade Friedman att Chiles fredliga övergång från militärjunta till ett demokratiskt samhälle visade att ekonomisk frihet ledde till ett fritt samhälle.

## Politiska åsikter
Friedman var en av västvärldens främsta förespråkare av avregleringar och marknadsekonomi. Han menade att individens egenvärde är en central förutsättning för ekonomisk utveckling. Friedman hyste engagemang för individens frihet och rättigheter. Det gjorde honom bland annat till en av de ledande kritikerna mot USA:s War on drugs och han förespråkade legalisering av narkotika. Friedman tog ställning för så kallad negativ inkomstskatt, ett begrepp först myntat av den brittiska liberalen Juliet Rhys-Williams, vilket är ett system med garanterad inkomst som fullt utbyggd antas kunna ersätta de befintliga skatte- och bidragssystemen. Friedman beskriver i boken Capitalism and Freedom från 1962 hur ett sådant system skulle kunna fungera. Han har också i en senare intervju bekräftat sin tro på att hans egen variant av negativ inkomstskatt mer effektivt skulle minska fattigdomen än varianter som "earned income tax credit" EITC. . Både privat och i sin forskargärning argumenterade Friedman för att mänskliga rättigheter och en liberal demokratisyn var oförenlig med såväl socialism som fascism. Han förordade en frihetlig kapitalism, som motvikt till alla former av diktatur, och även till demokratisk socialism. Friedman argumenterade mot alla former av statlig styrning, såväl av ekonomin som av den enskilda människan. Att förena marknadsekonomi och statlig styrning till en typ av "statskapitalism" ansåg han vara ett fundamentalt felslut och fördömde de stater och politiker som förespråkade en sådan lösning.